# 새러토가 전투
새러토가 전투(Battle of Saratoga), 또는 사라토가 전투는 미국 독립 전쟁 중인 1777년 9월에서 10월에 걸쳐, 뉴욕 새러토가 근처에서 미합중국 육군과 영국군 사이에 벌어진 전투이다. 새러토가 전투는 2개의 작은 전투의 총칭이다. 즉, ‘프리먼 농장 전투’(제1차 새러토가 전투)와 ‘베미스 고지 전투’ (제2차 새러토가 전투)이다. 이 전투의 결과 존 버고인 장군이 지휘하는 영국군의 항복으로 이어져 영국군의 캐나다에서의 침공 작전(새러토가 방면 작전)이 끝났다.

## 개요
버고인 장군의 영국군은 정규병 (레드 코트) 3,300명, 브런즈윅 공작령에서 독일 용병(블루 코트) 3,900명, 캐나다의 왕당파 650명과 인디언 동맹군으로 구성되어 있었다.
전투가 치열해 질 것으로 인식한 조지 워싱턴 장군은 필라델피아에 영국군을 잡아두는 한편 북쪽 새러토가에는 원군을 파견했다. 우선 호전적인 야전 지휘관 베네딕트 아놀드 소장과 뉴잉글랜드 민병대에 영향력이 큰 벤저민 링컨 장군을 보냈다. 펜실베니아의 주력 부대로 뉴욕에 와 있던 퍼트넘의 부대에서 750명을 떼내서 호레이쇼 게이츠 소장과 합류하게 했다. 또한 민병대 중에서도 기동력이 좋은 사병 일부를 게이츠에게 딸려보냈다. 8월 16일, 제11 버지니아 연대를 이끌었던 대니얼 모건과 500명 이상의 저격병을 딸려 보냈다. 모건 소총부대로 알려진 이 부대는 그때까지 뉴욕의 농촌을 약탈하고 있던 이로쿼이 족 인디언에 대한 대항마였다. 그 밖에도 적 지휘관과 포병을 노리고 저격하도록 지시했다. 전투 시 저격병들은 200야드(183m) 이상의 거리에서도 명중시켰으며, 착검을 하지 않아 접근전에는 약했다. 저격병 부대와 착검한 머스켓을 들고 그들을 지키는 부대를 결합하는 방식으로 훈련을 시켰다.
버고인은 허드슨강 서쪽으로 새러토가에 진입했고, 또한 9마일(15 km) 남하한 스틸워터에서 게이츠가 지휘하는 대륙군 전방을 차단했다. 게이츠 군은 버몬트, 뉴햄프셔, 코네티컷, 매사추세츠, 뉴욕, 멀게는 버지니아 민병대까지 증원해서 15,000여명에 달했다. 대륙군은 베미스 고지에 진을 치고 있었다.

## 전투

### 프리먼 농장 전투
프리먼 농장 전투는 ‘제1차 새러토가 전투’라고도 불린다. 1777년 9월 19일, 영국군은 약 7,000명이었지만, 세 부대로 나눴다. 리더셀 소장이 브런즈윅 병력을 이끌고 좌익으로 강을 따라 도로를 타고, 대포와 방어구 및 보트를 나르고 있었다. 제임스 잉글리스 해밀턴 장군은 중앙 부대를 이끌고 베미스 고지를 공략하러 갔다. 사이먼 프레이저 장군은 우익을 맡아 경보병 대대와 척탄병 대대를 이끌고 진격했다. 육군의 우익은 허드슨강을 마주하고 있었다.
대륙군의 캠프는 아널드가 스탠윅스 요새에서도 돌아온 후 온갖 계략이 판을 쳤다. 아널드와 게이츠는 가시돋힌 성격에도 불구하고, 이전까지 좋은 관계를 유지해 왔지만, 게이츠가 스카일러를 참모로 삼음으로써 등을 돌리고, 둘 사이에 계속적인 불화를 이끌자 관계가 악화되었다. 9월 19일까지 최고점에 오르지는 않았지만, 그날의 사건들은 그런 상황에 불을 끼얹었다. 게이츠 장군은 좌익의 방어를 아널드에게 할당을 했고, 자신을 우익군 사령관으로 생각했지만, 명목상으로는 링컨 장군에 할당된 것이었다. 게이츠는 8월에 버고인의 군대 뒤에서 영국군을 괴롭히기 위해 링컨 장군에게 부대를 떼 낸 적이 있었다.
버고인과 아널드 모두 미국 좌익군의 중요성을 이해했으며, 그곳의 고지를 지배할 필요성을 알고 있었다. 오전 10시경 아침 안개가 걷히자, 버고인은 3열 종대로 진격할 것을 명령했다. 리더젤 남작이 독일용병 부대와 제47보병연대로 구성된 좌열을 이끌었고, 강변 길을 따라, 포와 보급품과 포트를 강으로 운반했다. 제임스 잉글리스 해밀턴 장군이 고지를 공격할 제9연대, 20연대, 21연대, 62연대로 구성된 중앙열을 이끌었다. 사이먼 프레이저 장군은 제24연대와 경보병, 척탄병 중대를 이끌고, 베르미스 고지의 북쪽과 서쪽의 숲이 우거진 고지로 전진함으로써 대륙군 좌익의 측면으로 선회하기 위해 우익을 이끌었다.

### 베미스 고지 전투
베미스 고지 전투는 ‘제2차 새러토가 전투’라고도 한다. 버고인 생각은 공격 부대를 세 개로 나누어 사용하는 것이었다. 프레이저 준장은 대륙군을 곁눈질로 보고, 좌익을 돌아 대포를 잡기에 적당한 장소를 확보하기로 했다. 숲을 빠져 나가야 하므로, 경보병과 캐나다 민병대, 산림 경비대 또한 인디언 동맹을 더해 모두 700명이었다.

## 같이 보기
- 미국 독립 전쟁의 전투 목록
- 미국 독립 전쟁